# Pálida luna
«Pálida luna» es una canción del grupo español La Oreja de Van Gogh, incluida en su séptimo álbum de estudio El planeta imaginario.

## Acerca de la canción
El 8 de marzo del 2014, durante el Tour Primera fila en Santiago de Chile, la banda tocó una canción inédita que estuvo planeada para el álbum en vivo Primera fila: La Oreja de Van Gogh, sin embargo fue descartada para la versión final de este. Para la fecha del 30 de marzo en México, la banda dedicó esta canción a su club de fans "Los Goonies".
Cuando se reveló la lista de canciones para su séptimo álbum de estudio, la banda había incluido una versión en estudio de dicha canción. Álvaro Fuentes, el bajista, mencionó para una entrevista que la canción fue recuperada porque a todos en la banda les había fascinado y les gustó la experiencia de presentar una canción inédita en directo. La versión final en estudio contiene ligeras diferencias en la letra en comparación de su versión inicial en vivo.

Versión en estudio

Guardo en un paño 
 toda esta culpa 
 para quemarla ahí ante ti. 

Versión en vivo

Guardo en un paño 
 todo mi llanto 
 para quemarlo ante ti. 

La canción habla de una conversación entre el protagonista y la luna en la cual, el astro actúa como confidente. La conversación fluctúa mientras el protagonista revela que siente una enorme pérdida (tratándose probablemente de una relación) donde hasta cierto punto cuestiona sus decisiones y rechaza todo a su alrededor, alegando solamente querer ver a dicho astro como consuelo.

## Composición
«Pálida Luna» es una canción con influencias de synth pop y balada. De acuerdo con las tablaturas publicadas en el video del canal de YouTube de La Oreja de Van Gogh, el tema tiene un tempo de 135 pulsaciones por minuto y está compuesto en la tonalidad de la mayor.

## Videoclip
Esta canción, al igual que las demás canciones de El planeta imaginario que no fueron sencillos, cuenta con un video de audio simple que muestra la portada del álbum en movimiento, el nombre de la canción y la tablatura de guitarra. Fue publicado el 4 de noviembre del 2016 en el canal de YouTube de la banda.